# メイデイ・パーカー
スパイダーガール(Spider-Girl)ことメイ・"メイデイ"・パーカー(May "Mayday" Parker)は、『スパイダーマン』の登場人物。

## 経歴
メイ・"メイデイ"・パーカーはとある未来におけるピーター・パーカー（スパイダーマン）とメリー・ジェーン・パーカーの娘である。
MC2ユニバースでは彼らはグリーンゴブリンの命令で赤子を誘拐した詐欺師アリソン・モングレインの元で発見したケインによって娘と再会を果たしている。再会後、ピーターはグリーンゴブリンとの最期の戦いによって片足を失っている。戦闘後、ピーターはミスター・ファンタスティックに電子義足の提供を受け、それをきっかけに夫であり父親であることに専念することを決意した（戦闘は『スパイダーガール』第7号で垣間みることができ、第49号では完全な説明がついた）。数年の間、彼らはメイデイから過去を遠ざけ、彼女の能力が発現しないことを望んでいた。
両親の意に反して、メイは15歳になった頃から彼女の父親のスパイダーパワーを発達させはじめた。同時に、ノミー・オズボーン（初代グリーンゴブリンの孫）は（彼が考える通りの）一族の名誉を取り戻そうとし始めた。メイデイは彼を止めるためにベン・ライリーのスパイダーマンコスチュームを身にまとい、間もなく犯罪者達と戦う道を歩み始めた。両親からは最初は邪魔されたが、後に助けられるようになった。
メイは両親の特徴を受け継いでいる。彼女の母親と同じく、容姿端麗で評判がいい生徒であり、父親と同じく高い知能を持ち明晰である。彼女は戦闘時の軽口も受け継いでいる。さらに彼女はとても優れたアスリートであり女子バスケットチームの優れた選手であったが、能力が発現するようになってからはやめている。他方、メイはパーカー・ラックも受け継いでおり、二重のアイデンティティはプライベートに混乱を巻き起こしている。
"The Amazing Spider-Girl"ではメイはコスチュームを纏ったスーパーヒーローでいることをやめることを誓ってユージーン・トンプソンとデートをし、生徒会に立候補した。メリー・ジェーンがホブゴブリンが娘の10代の友人に対する脅威になっているのを察知した時、彼女はメイデイがスパイダーガールとしての活動を（ピーターには秘密にしながら）継続するのを許した。ホブゴブリンとの戦闘後、メイは彼女の父親に真実をつげ、メリージェーンとの会話後、彼らはメイにスパイダーガールの名の下で活動することを許した。
政府機関S.H.I.E.L.D.を助けようとした後、カーネイジのシンビオートの破片で満たされたケースが開け放たれた。それはメイの友人のムースに張り付き、新たなカーネイジとなった。引き換えにカーネイジはムースの父親に張り付き、不治の病を癒している。カーネイジはメイの学校で騒動を起こし、ピーターと赤ちゃんのベンを誘拐し、戦いを要求した。メイはシンビオートの中のムースに話しかけようとしたが失敗し、弟のベンに張り付いてしまう。ピーターはメイが2体のシンビオートと戦う間に脱出し、シンビオートを倒すための音波発生装置を集めた。しかし、実際に兵器を使ったのはメイであり、カーネイジシンビオートの破片を破壊することができた。彼女の勝利は代償を伴い、ムースは彼の父親の運命に関してスパイダーマンを強く責め、音波兵器はベンからひょっとすると永遠に聴力を奪うかもしれなかった。
ベンの聴力は最終的にノミー・オズボーンのおかげで取り戻された。ノミーは後にノーマン・オズボーンのかつての研究所の一つでつまずき、メイデイ・パーカーそっくりの人間が入ったタンクを見つけた。彼の祖父が残したノートにはこのメイデイこそが数年前に誘拐してきたオリジナルであり、現在生きているメイデイは別のクローンであることが仄めかされていた。
メイデイはジーンと付き合い続けたが、彼のシモーネとの関係に対する嫉妬は彼女を怒らせ、困惑させ、彼女はウェズ・コリンズとの親しい友達付き合いによる問題の穏便な解決を見出したが、ジーンを激怒させることとなった。3人はバーで喧嘩になり、ジーンはウェズを強烈な一撃でのすところだったが、パンチはメイデイにブロックされた。メイデイに防がれたジーンのパンチはフットボールチーム全体の前で彼の自尊心を損なうこととなった。
メイデイは最終的に彼女の関係に負担を感じはじめ、自分の側について干渉したウェズを叱り飛ばした。しかしウェズはなおもメイデイに対して強く関心を持っており、シモーネがジーンを脅迫して彼女の高校での信用を損なおうとする企てを発見した。一方その頃、ゴブリン・クイーンのフューリーはオズボーンの研究所のタンクの中のメイデイを起こす信号を送った。彼女は脱走し、スパイダーガールに成り代わるために高校の屋上でメイデイと対峙した。

## 能力とパワー
メイ・パーカーは父スパイダーマンの能力の多くを継承している。メイは超人的な筋力を持ち、かなりの階数を飛び越え、数ブロック先まで到達することができる。スパイダーガールは反射神経も常人以上のものを備えている。彼女は普通の人間より怪我の治りが早く、スパイダーマンより敏捷である。
スパイダーガールは自身の体から発する生体磁場を使ってほとんどあらゆるものの表面にくっつくことができ、クモのように建物の側面をよじ上ることができる。壁を這うようにして登ることはメイに自然にできたことではなく、彼女は意識を集中させないと表面からずり落ちてしまう。壁にくっつくだけではなく、メイは磁極の反発のように自分自身を弾き出したり、人や物を共有する媒介を通して引きつけたり反発させたりすることができる。例えば、彼女は壁に触れたり意識するだけで、その壁に人を貼り付けることができ、簡単に乱暴に引きはがすこともできる。
メイ・パーカーは一種の危機感知能力であるスパイダーセンスも引き継いでおり、父親のそれよりいくらか強力で正確である。それを使ってかなりの感度で脅威が存在する方角を知ることができる。激しい鍛錬によって、彼女はスパイダーセンスのみを頼って視力を奪われた状態でも戦えるまでになっている。それは弱点を探り当て、アドバンテージとしても活用できる。父親と同じく平凡な脅威や注視を感じ取るのにも使っているが、父親と違って嘘やごまかしを見抜くことができる。父親のクローンであるケインと接触することで、彼女は予知した未来を共に垣間みる体験をしたが、普段はそのような能力を持たない。
メイはベン・ライリーのウェブシューターの設計図に基づく機械式のウェブシューターを持っている。それらはウェブやスティンガーズと呼ばれる金属の針を射出することができるが、メイは残酷すぎると考えており滅多に使わない。彼女の携帯電話はウェブシューターの一つに取り付けられるように改造されており、あたかもカートリッジの一つであるかのように見える。彼女は時々スパイダートレーサーを使うが、それらは父親のスパイダーセンスに調整されているため、彼女は見分けるための受信機を必要とする。
スパイダーガールは感電によって一度能力を失った。能力を取り戻すまで彼女はノミー・オズボーンからグリーン・ゴブリンの装備をかりていた。
メイはレディホークらやエレクトラ・ナチオスから格闘技のトレーニングを受けており、父親から能力の使用方法を教え込まれている。

### ミュータントである疑い
スパイダーガールがミュータントであるかどうかについてははっきりしていない。メイは能力を生まれつき備えていた。つまりマーベルユニバースにおいてキャラクターをミュータントとして分類されるために重要な基準を満たしているのである。しかしながら、一度として彼女を表現するためにその用語は使用されていない。
生まれる前、ロボットであるセンチネルは彼女について"beyond the range of embryonic normalcy"と考えていたが、はっきりとミュータントと看做していたわけではない。(アメイジング・スパイダーマン #415)

## その他のバージョン

### アース616
メイ・パーカーはほとんどのマーベル・コミックの舞台であるアース616にも存在している。
メリー・ジェーンはクローンサーガのはじめに妊娠した。この時期ピーターがベン・ライリーにスパイダーマン業を任せていた最大の理由のひとつは父親になるためであった。しかし、ストーリーの最後にメリー・ジェーンはグリーンゴブリンのエージェント・アリソン・マングレインに毒を盛られ、赤ん坊は流産になった（あるいはマングレインが生気を失った赤子を連れ去ったためにそのように見えた）。ベン・ライリーはグリーン・ゴブリンの手によって同夜に殺害され、ピーター・パーカーは再びスパイダーマンとなった。
トム・デファルコがThe Amazing Spider-Man誌を手がけた最後の作品の一部、第434号-第435号のストーリー"Spider-Man: Identity Crisis"にはヒントが提示されており、赤子のメイは帰還する予定だった。しかしこのプロットは採用されず、デファルコに変わってハワード・マッキーとジョン・バーンが同誌を引き継いでから別のプロットに置き換えられた。このチームによってメイおばさんが代わりに戻ってくることになった。 "スパイダーガール"第49号の回想シーンではこの時にメイおばさんのかわりにメイ（=スパイダーガール）が戻ったことになっている。
しかし赤子のメイとパーカー夫妻はマーベルのメインのコンティニュイティでは決して再会しなかった。編集者達は繰り返し赤子は死亡しており、生きていたとしても再登場はしないことを明言している。それというのも子供の存在はキャラクターが年をとってしまう主要な要因であるからである。マーベル・ナイツ・スパイダーマン誌第9号ではマック・ガーガンはノーマン・オズボーンに言及し「ヤツはお前の生まれてすらいない子供を殺した。キサマはヤツの息子を殺せ」と述べている。この発言が最も強力な赤子の死亡の証拠である。
"The Amazing Spider-Man"誌第439号（デファルコが担当した最後のタイトル）は1000年後の未来を舞台にしている。二人の考古学者はウェブシューターなどのスパイダーマンの遺品を偶然見つけている。彼らはスパイダーマンの経歴を推測し、彼にインスパイアされた他のヒーロー、スパイダーガール、スパイダーマン2099、スパイダーマン2211などについて議論している。
"One More Day"以後のコミック・ブック・リソースでのいくつかのインタビューではジョー・ケサーダはスパイダーガールにふれ、現在の展開に不満を持つ読者にとって年齢を重ね、結婚したピーターとMJが家族を育てる展開を追うための理想の場所であるとした。ケサーダのコメントはスパイダーガールを特集した記事のトム・デファルコとのインタビューで触れられ、彼はケサーダはスパイダーガールのキャラとタイトルのファンであることを明かした。

### アースX
スパイダーガールには二通りのヴァリアントと平行宇宙が存在する。一つは幼少期に死んだ彼女の父親に代わってベン・ライリーに育てられたものであり、What If?Vol. 2の第86号に登場しパラダイスX; Heraldsというミニシリーズに後に登場した。もう一つのバージョンのスパイダーガールはヴェノムであり、ミニシリーズアースXとその二つの続編ユニバースXとパラダイスXに登場している。MC2の世界はアース982と表現されている。スパイダーマンがベン・ライリーに育てられた世界はアース1122として知られており、スパイダーガールがヴェノムになりアースXサーガの他のヒーロー達がいる世界はアース9997として知られている。

### アルティメットスパイダーガール
アルティメット・スパイダーマンではピーターのガールフレンドキティ・プライド（=シャドウキャット）は彼の側で犯罪と戦うために2番目のアイデンティティを採用した。（既に彼女とシャドウキャットが同一人物であることは公に知られており、シャドウキャットとして彼と共に働くことはできなかった。）彼女は第91号でコスチュームを纏って、ピーターは茶化して彼女のクライムファイター（＝犯罪者退治専門のヒーロー）としての名前にスパイダーガールを提案した。